# Chrysso ribeirao
Chrysso ribeirao là một loài nhện trong họ Theridiidae.
Loài này thuộc chi Chrysso. Chrysso ribeirao được Herbert Walter Levi miêu tả năm 1962.